# Universal Religion Chapter 3
Universal Religion Chapter 3 (znana też jako Universal Religion 2008 - Live From Armada At Ibiza) – trzecia autorska kompilacja z serii Universal Religion, w wykonaniu Holenderskiego DJ-a, Armina van Buurena. Swoją oficjalną premierę miała w 2007 roku. Wydana przez wytwórnię Armada Music. Wydawnictwo zawiera 14 utworów, w tym kilka w zremiksowanych wersjach.

## Lista utworów
1. Sunlounger – Another Day at the Terrace
2. Dash Berlin – Till the Sky Falls Down (Dub Mix)
3. Jose Amnesia feat. Jennifer Rene – Invincible (Sied van Riel Remix)
4. Dubfire – Roadkill (EDX’s Acapulco At Night Remix)
5. David West – Welsh Morphology
6. Markus Schulz vs. Andy Moor – Daydream
7. Terk Dawn – Barent Blue (Marninx pres. Monogato remix)
8. Aly & Fila vs FKN feat. Jahala – How Long?
9. Mungo – Summer Blush
10. Forerunners – Life Cycle (Deep Blue)
11. The Doppler Effect – Beauty Hides In The Deep (John O’Callaghan Remix)
12. John O’Callaghan feat. Audrey Gallagher – Big Sky (Agnelli & Nelson Remix)
13. Thomas Bronzwaer – Resound
14. Armin van Buuren feat. Susana – If you Should Go